# Parvipsitta
Parvipsitta Mathews, 1916 è un genere di uccelli della famiglia degli Psittaculidi.
È diffuso in Australia, e in passato era unito al genere Glossopsitta.

## Tassonomia
Comprende le seguenti specie:
- Parvipsitta porphyrocephala (Dietrichsen, 1837) - lorichetto capoviola, diffuso nell'Australia meridionale[1]. I suoi habitat tipici sono la savana e la foresta.[2] È lungo circa 15 cm. Ha il capo viola scuro, la fronte e le orecchie giallo-arancio. Il dorso è verde, con mantello e nuca bronzei, mentre mento, petto e ventre sono blu polvere. La coda è verde, e il sottocoda è verde-giallognolo, così come le cosce. Il maschio ha anche delle macchie cremisi sotto alle ali.
- Parvipsitta pusilla (Shaw, 1790) - lorichetto minore, diffuso nell'Australia orientale e sud-orientale[1]. I suoi habitat tipici sono foreste e paludi[3]. È lungo circa 15 cm, e ha un piumaggio prevalentemente verde. Il capo, i lobi e la gola sono rossi, la nuca e le spalle sono bronzei, e il ventre è giallo. Il becco è nero e l'iride è dorata.

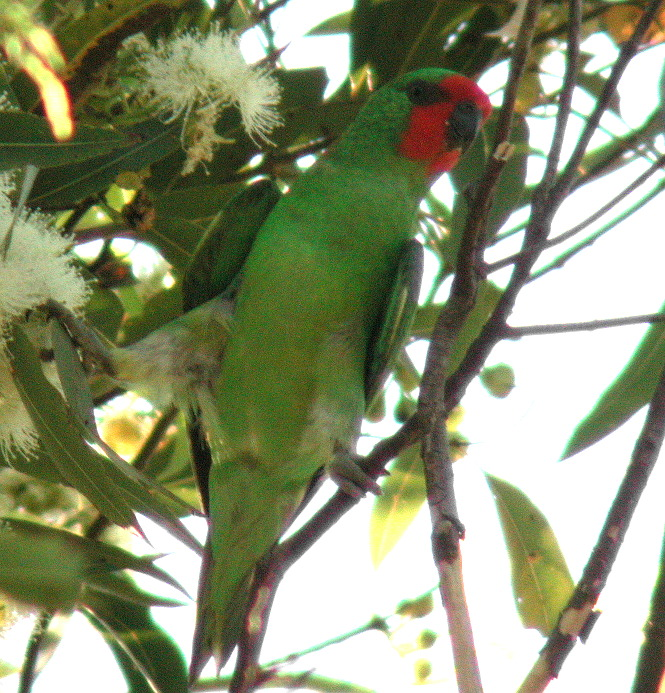
lorichetto minore